# 게임보이 어드밴스 SP

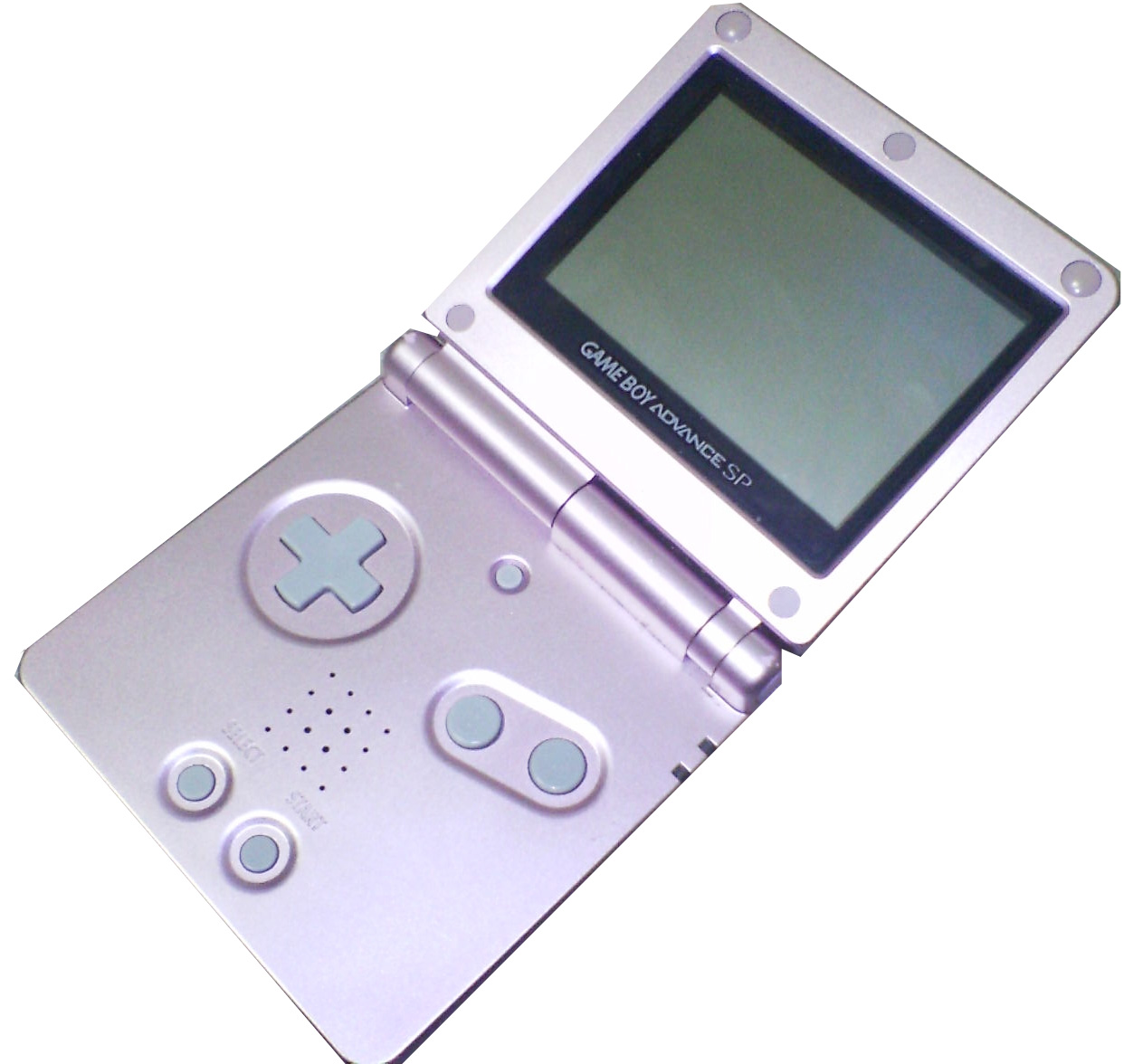
게임보이 어드밴스 SP의 모습.

게임보이 어드밴스 SP(영어: Gameboy Advance SP, 일본어: ゲームボーイアドバンスSP)는, 닌텐도가 2003년 2월 14일에 발매한 휴대용 게임기이다. 게임보이 어드밴스의 상위 기종이다. 하지만 대한민국에서는 정식 발매 되지 않았다.

## 개요
본체가 반으로 접히는 형태로 휴대성과 액정 보호성을 높였다. 액정은 프론트 라이트 부착 반사형 TFT 컬러 액정으로 주위가 어두운 곳에서도 화면을 보기가 쉬워졌으며, 반으로 접는 디자인으로 2003년의 굿 디자인상을 수상하였다.
전원은 내장 리튬 이온 충전지만 사용이 가능하고, 이 충전지는 닌텐도 홈페이지에서 직접 구입할 수 있다. 약 3시간 충전으로 10시간을 사용할 수 있으며, 프론트 라이트를 끄면 18시간까지 사용이 가능하다.

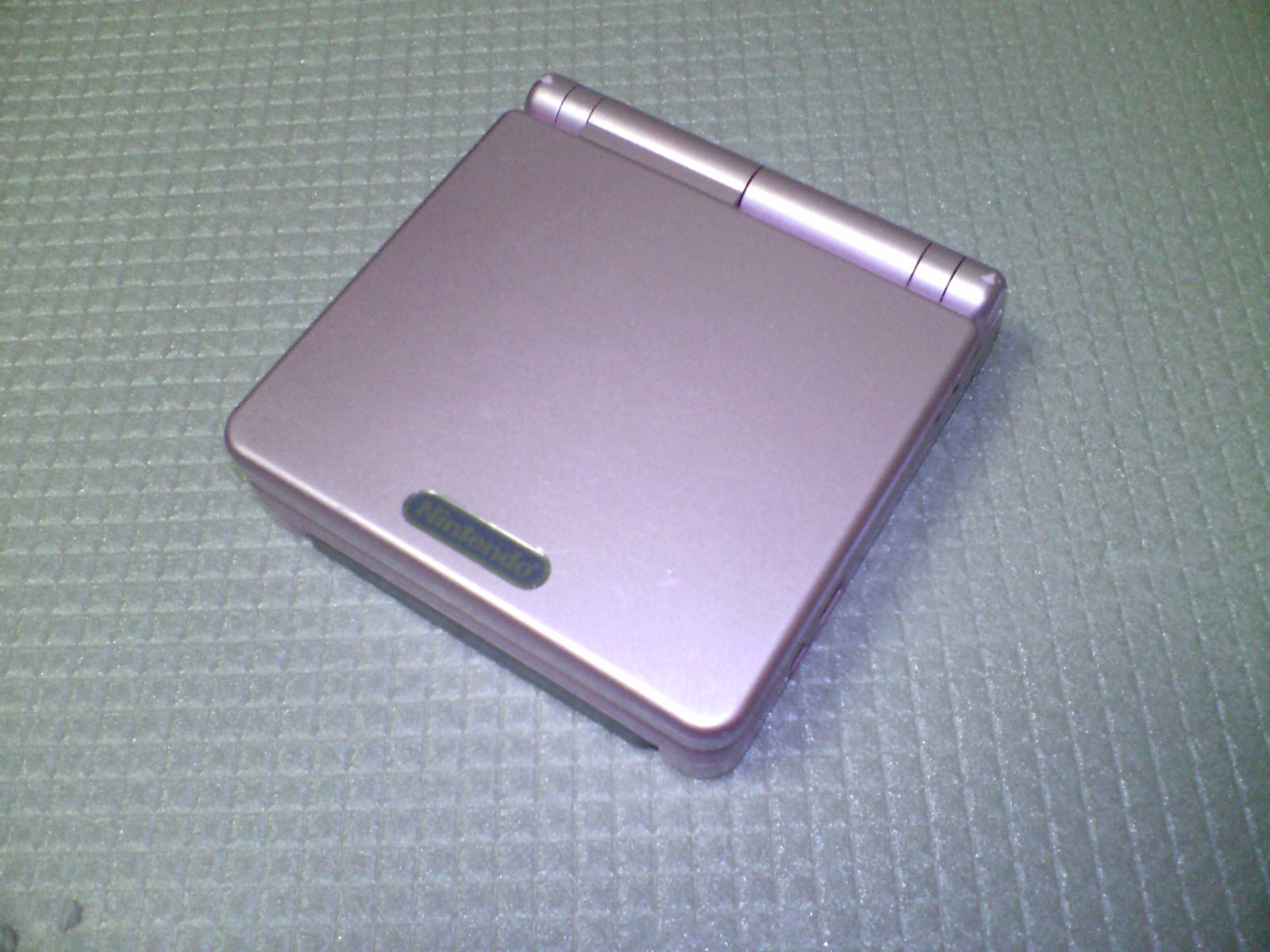
반으로 접은 모습.

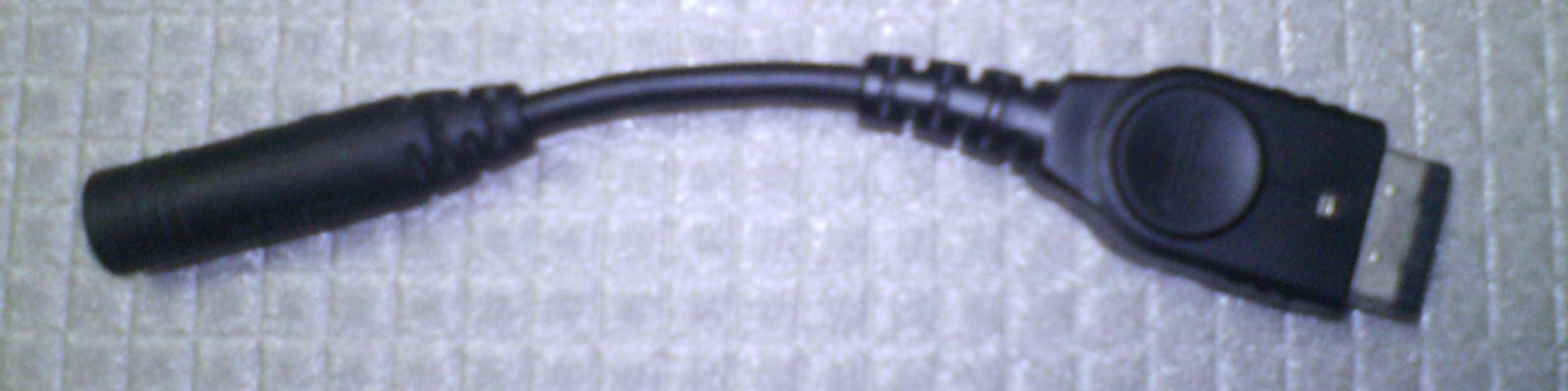
헤드폰 변환 케이블.

게임보이, 게임보이 칼라, 게임보이 어드밴스의 게임을 사용할 수 있다. 하지만 게임보이, 게임보이 컬러용 카트리지 슬롯이 아래를 향하는 형태로 바뀌었기 때문에 게임보이 칼라의 기울기 센서를 내장한 게임에 대해서는 정상적인 플레이를 기대할 수 없다. 헤드폰 단자는 사라졌지만, 변환 케이블을 통해 헤드폰을 사용할 수 있다.
일본에서 게임보이 마이크로가 발매된 2005년 9월 13일 무렵 미국에서는 화면이 백 라이트 액정으로 개량된 제품이 출시되었는데, 닌텐도 DS 이상의 화면 밝기로 훨씬 보기가 쉬워졌다. 그러나 화면의 리프레쉬률이 낮고 약간의 깜박거림이 있다고 한다. 백 라이트 밝기 2단계에서 약 13시간의 사용이 가능하다.